# Steve Reed (homme politique)
Pour les articles homonymes, voir Steve Reed et Reed.
Steven Mark Ward Reed, né le 12 novembre 1963 à St Albans, est un homme politique britannique, membre du Parti travailliste et du Parti coopératif. Il est député pour Croydon North depuis 2012.
Il est le chef du Conseil de Lambeth de 2006 à 2012,. 
Depuis septembre 2023, il est le secrétaire d'État à l'Environnement, à l'Alimentation et aux Affaires rurales du cabinet fantôme de Keir Starmer, puis titulaire de ce même portefeuille dans le gouvernement de ce dernier depuis le 5 juillet 2024, à la suite de la victoire du parti travailliste aux élections générales de 2024.

## Jeunesse
Reed est né et grandit à St Albans, Hertfordshire, et sa famille travaille à l'imprimerie Odhams à Watford jusqu'à sa fermeture en 1983. À cette époque, il rejoint le Parti travailliste. Il étudie ensuite l'anglais à l'université de Sheffield. Il travaille dans l'industrie de l'édition pédagogique de 1990 à 2008.

## Conseil de Lambeth
Reed se présente pour la première fois au Lambeth London Borough Council lors des élections de 1998 et remporte le Town Hall ward (maintenant Brixton Hill). En 2002 les travaillistes perdent le contrôle du conseil de Lambeth au profit d'une coalition conservateur/libéral-démocrate et Reed est élu chef de l'opposition.
Après que les travaillistes aient repris le contrôle du Lambeth Council en 2006, Reed est nommé à la tête du conseil. Au cours de son mandat, Lambeth passe de l'arrondissement le moins bien géré de Londres, avec une note d'une étoile lors de l'inspection annuelle de la Commission d'audit en 2006, à une note de trois étoiles en 2009,. Aux élections de 2010, les travaillistes remportent des sièges des libéraux-démocrates et des conservateurs. C'est la première fois que les travaillistes sont réélus à la tête de Lambeth depuis vingt ans.
Reed est nommé Officier de l'Ordre de l'Empire britannique (OBE) lors de la cérémonie d'anniversaire 2013 pour services rendus au gouvernement local.

## Député
La première tentative de Reed d'entrer au Parlement a lieu à Lambeth, quand il sollicite l'investiture travailliste dans la circonscription de Streatham en 2008, à la retraite de Keith Hill. En mars de cette année, Reed est battu à la nomination par Chuka Umunna. Le 3 novembre 2012, Reed bat l'ancien chef du Conseil de Croydon Val Shawcross par trois voix pour devenir le candidat travailliste de Croydon North. L'élection partielle qui suit la mort de l'ancien député de Croydon North Malcolm Wicks est remportée par Reed le 29 novembre 2012.
En octobre 2013, Reed est nommé ministre fantôme du ministère de l'Intérieur par le leader travailliste Ed Miliband.
Aux élections générales de 2015, Reed est réélu avec 33 513 voix (une part de 62,5 %, en hausse de 6,6 % par rapport aux précédentes élections générales de 2010) et une majorité de 21 364 voix (39,9 %) avec un taux de participation de 62,3 %.
Le 27 juin 2016, Reed démissionne de son poste de ministre fantôme des Gouvernements locaux dans le cadre de la démission massive du Cabinet fantôme travailliste contre la direction du parti travailliste de Jeremy Corbyn. Il soutient Owen Smith lors des élections à la direction du parti travailliste de 2016.
En avril 2020, Keir Starmer le nomme secrétaire d'État fictif aux Communautés et aux Gouvernements locaux. Il n'a pas de responsabilités pour le logement en Angleterre, car Thangam Debbonaire est secrétaire d'État fantôme au logement car, si les travaillistes forment le prochain gouvernement, ils créeront un département gouvernemental distinct pour le logement.

## Vie privée
Reed est ouvertement gay. Il habite à Croydon.